# 糖馨百合属
糖馨百合属（学名：Dichopogon），也叫可可百合属，是一种多年生草本植物，原产于澳大利亚和新几内亚。它被一些权威人士归入龙舌百合属，尽管其他人认为它是一个独特的属。在APG III分类系统中，它属于天门冬科，多须草亚科（以前是灯丝兰科）。
该名称源自希腊语单词δίχα（dicha，“重复”）和πώγων（pogon，“倒钩”）。

## 下属物种
归入本属的物种如下：
- Dichopogon capillipes (Endl.) Brittan - 西澳大利亚
- Dichopogon fimbriatus (R.Br.) J.F.Macbr. - 新南威尔士、南澳大利亚、维多利亚、西澳大利亚
- Dichopogon preissii (Endl.) Brittan  - 西澳大利亚
- 可可百合 Dichopogon strictus (R.Br.) Baker - 新几内亚、新南威尔士、南澳大利亚、维多利亚
- Dichopogon tyleri Brittan - 西澳大利亚